# خدمة الدعم المشترك (ألمانيا)

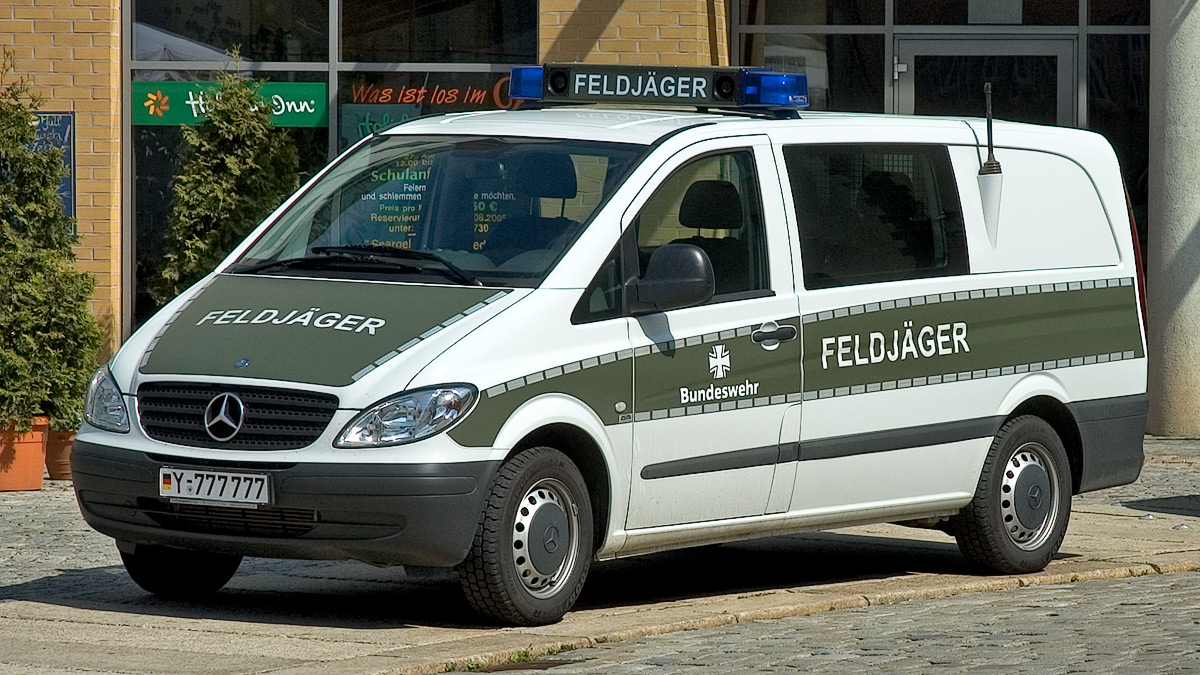
سيارة دورية فيلد يجر أم بي

خدمة الدعم المشترك (بالألمانية: Streitkräftebasis, SKB)‏ ، حرفيا مؤسسة القوات المسلحة) هي فرع من الجيش الألماني تأسست في أكتوبر عام 2000 نتيجة للإصلاحات الرئيسية للجيش الألماني. وهو يتولى مختلف المهام اللوجستية والتنظيمية للجيش الألماني. يعد العنصر الخامس في البوندسوير، أما الخمسة الأخرى فهي الجيش والبحرية والقوات الجوية والخدمة الطبية المشتركة وخدمة الإنترنت والمجال الإلكتروني (ألمانيا) . اعتبارًا من 31 ديسمبر 2018، كانت القوة تتألف من 27،640 فردًا. 

## الهيكل

### القيادة اللوجستية
- وصلة= القيادة اللوجستية الألمانية، في إرفورت
  - وصلة= مدرسة بونديسفير اللوجستية، في أوسترهولتس-شارمبك
  - وصلة= مركز بونديسفير اللوجستي، في فيلهلمسهافن
  - وصلة= الفوج 164 مهندس خاص، في هوسوم
  - وصلة= 161 كتيبة لوجستية، في دلمنهورست
  - وصلة= 171 كتيبة لوجستية، في بورغ باي ماغديبورغ
  - وصلة= 172 كتيبة لوجستية، في بيليتز
  - وصلة= 461 كتيبة لوجستية، في والدرن
  - وصلة= 467 الكتيبة اللوجستية، في فولكش
  - وصلة= 472 كتيبة لوجستية، في كومرسبروك

### قيادة الشرطة العسكرية
- وصلة= قيادة الشرطة العسكرية الألمانية، في هانوفر
  - وصلة= الشرطة العسكرية وموظفي خدمة المدرسة، في هانوفر
  - فوج الشرطة العسكرية الأول، في برلين
  - فوج الشرطة العسكرية الثاني، في هيلدن
  - فوج الشرطة العسكرية الثالث، في ميونيخ

### قيادة الدفاع CBRN
- وصلة= القيادة الألمانية للدفاع CBRN، في بروخزال
  - وصلة= مدرسة CBRN للدفاع والحماية القانونية، في سونثوفن
  - وصلة= 7 كتيبة الدفاع CBRN، في هوكستر
  - وصلة= 750 كتيبة الدفاع CBRN، في Bruchsal